# Ansgar Heickmann
Ansgar Bernhard Heickmann (* 1965) ist ein deutscher Kunst- und Antiquitätenhändler sowie Auktionator.

## Leben
Heickmann, Vertriebskaufmann und leitender Angestellter eines großen Textilunternehmens, zog 1994 mit seiner Ehefrau, der Ärztin Susanne Heickmann, von Nürnberg nach Chemnitz, wo sie eins der ersten Auktionshäuser in den neuen Bundesländern gründeten. 2013 zog das Auktionshaus in größere Räume um. Im November 2015 veranstaltete Heickmann seine 100. Auktion und wurde als „Macher der Woche“ der Stadt Chemnitz ausgezeichnet.
Ansgar Heickmann erreichte ein breiteres Publikum durch seine Auftritte als Kunst- und Antiquitätenhändler in der ZDF-Fernsehreihe Bares für Rares, deren Händlerteam er in der vierten Staffel 2015 angehörte.